# Det finns en reningskälla
Det finns en reningskälla är en psalm med text och musik skriven 1886 av James C. Bateman. Texten översattes till svenska 1894 av Vera Mandellöf.

## Publicerad i
- Segertoner 1988 som nr 523 under rubriken "Att leva av tro - Skuld - förlåtelse -rening".[1]